# Посылин, Алексей Иванович
Алексе́й Ива́нович Посы́лин (1776, с. Горицах, Шуйский уезд, Владимирская губерния, Российская империя — 21 февраля (5 марта) 1851, Шуя, Шуйский уезд, Владимирская губерния, Российская империя) — российский предприниматель XIX века, фабрикант, купец первой гильдии, коммерции советник.
Дом Посылиных занимался торговлей в разных регионах Российской империи, преимущественно на Украине. С 1828 года Алексей Иванович совместно с другими членами семейства, первым из природных русских купцов, предпринял и впоследствии продолжил торговлю в Закавказском крае и в Персии, сбывая там на несколько миллионов рублей бумажных изделий собственных фабрик, за что был награждён званием коммерции советника, а от персидского шаха Фетх-Али получил украшенный алмазами орден Льва и Солнца. Первым завёл во Владимирской губернии бумагопрядильную фабрику на 11000 веретен, действовавшую с использованием паровых машин, заводят первую в уезде ситценабивную машину. В 1841 году разделил имущество с братом Степаном Ивановичем, что привело к появлению двух производств.

## Семья
Отец Иоанн Максимович Посылин (1750—1813) — крепостной крестьянин. 3 брата (Степан, Никанор, третий брат остался в родной деревне Горицы), две сестры.